# Kumho Asiana Main Tower
Kumho Asiana Main Tower là trụ sở chính của Tập đoàn Kumho Asiana, một tập đoàn Hàn Quốc.

## Kiến trúc
Không giống như các căn hộ liền kề và tòa nhà văn phòng, Kumho Asiana Main Tower là một tòa nhà cong. Nhà thiết kế đã nói rằng họ đã lấy cảm hứng từ hình ảnh chiếc máy bay đang bay. 
 
Kumho Asiana là công ty mẹ của Asiana Airlines. Mặt tiền được chiếu ánh sáng nghệ thuật bởi 42.000 bóng đèn LED để hiển thị thiết kế khác nhau hoặc các tác phẩm của nhiều nghệ sĩ. 